# Большой кактусовый земляной вьюрок
Большо́й ка́ктусовый земляно́й вьюро́к (лат. Geospiza conirostris) — вид певчих птиц семейства танагровых. Подвидов не выделяют. Эндемик Галапагосских островов.

## Описание
Длина 13—15 см, масса 28 г. У самки красноватый клюв, оперение белого, коричневого и чёрного цвета. У самцов более тёмный клюв и целиком чёрное оперение. 

## Распространение
Большой кактусовый земляной вьюрок обитает на острове Эспаньола, Галапагосские острова, держится преимущественно на кактусах.

## Питание
Продолговатый и сильный клюв хорошо приспособлен для добывания семян и насекомых. Кроме того, он питается также плодами и цветами кактусов.
Так как это единственная на Эспаньоле птица с большим клювом, он занимает там экологическую нишу между средним земляным вьюрком (G. fortis) и большим земляным вьюрком (G. magnirostris).